# Lylykkäänjärvi
Lylykkäänjärvi är en sjö i kommunen Uleåborg i landskapet Norra Österbotten i Finland. Sjön ligger 59,2 meter över havet. Arean är 44 hektar och strandlinjen är 3,68 kilometer lång. Sjön  ingår i Bottenvikens kustområde.   Den ligger omkring 19 kilometer öster om Uleåborg och omkring 540 kilometer norr om Helsingfors. 